# Гроссман, Сэнфорд
Сэнфорд Гроссман (англ. Sanford Jay Grossman; род. 21 июля 1953) — американский экономист, главный исполнительный директор хедж-фонда QFS Asset Management.
Бакалавр (1973), магистр (1974) и доктор философии (1975) Чикагского университета. Работал в Стэнфорде (1975—1977), Чикагском университете (1981—1985), Принстоне (1985—1989) и Пенсильванском университете (1979—1981 и с 1989). Награждён медалью Дж. Б.Кларка (1987).
Соавтор парадокса Гроссмана-Стиглица, сформулированного в статье «О невозможности информационно эффективных рынков».

## Основные произведения
- «Введение в теорию рациональных ожиданий в условиях асимметричной информации» (An Introduction to the Theory of Rational Expectations under Asymmetric Information, 1981);
- «Информационная роль цен» (The Informational Role of Prices, 1989).

### Наиболее цитируемые работы
- Grossman S. J., Stiglitz J. E. On the Impossibility of Informationally Efficient Markets // American Economic Review. — 1980. — Vol. 70. — P. 393–408.
- Grossman S. J., Hart O. S. An Analysis of the Principal-Agent Problem // Econometrica. — 1983. January. — pp. 7–46.
- Grossman S. J., Hart O. S. The Costs and Benefits of Ownership: A Theory of Vertical and Lateral Integration // Journal of Political Economy. — 1986. August. — pp. 691–719.